# The Unforgiven III
Pistes de Death Magnetic
Cyanide (06) The Judas Kiss (08)
The Unforgiven III est le septième titre de l'album Death Magnetic.
The Unforgiven 3 est une suite de The Unforgiven et The Unforgiven II.
- Elle est la première chanson de Metallica à contenir une introduction au piano, très douce, c'est donc une première après les introductions à la guitare acoustique datant de 1984.
- Les deux premières chansons possédaient un son de corne au début, inversé, que James Hetfield trouvait particulièrement bon pour donner une ambiance "Western spaghetti", selon ses propos, à la chanson (la batterie donnant une impression de train qui avance). Ce n'est plus le cas dans cette chanson qui opte donc pour le piano.
- Le refrain assez similaire aux deux précédents titres a également changé, tout comme le son de guitare, et le solo, beaucoup plus long et dissipé.
- Ce morceau est donc assez différent de ses deux prédécesseurs, même s'il reste une ballade.

On la reconnait finalement aux paroles et au thème qui évoquent toujours le même sujet, le pardon et le fait de rater sa vie.
- Cette chanson sur la navigation est une métaphore de la vie. Ici, le héros mène une vie pénible, il est attiré par le rêve de richesse, de faire fortune, ce qui s'avère par la suite illusoire ; il prend donc la mer, laissant au pays la femme de son cœur. Se rendant compte que son rêve était inconsidéré et qu'il est trop tard pour revenir en arrière, il dérive sans but le reste de sa vie, malheureux, n'ayant plus d'objectif ni d'endroit où aller.

## Titres
- The Unforgiven III (07:47) (Hetfield, Ulrich, Hammett, Trujillo)

## Formation
- James Hetfield : chants, piano et guitare rythmique
- Lars Ulrich : batterie
- Kirk Hammett : guitare solo
- Robert Trujillo : basse